# Ctenopharyngodon idella
La carpa erbivora (Ctenopharyngodon idella (Valenciennes, 1844)), è un pesce osseo d'acqua dolce appartenente alla famiglia dei ciprinidi. È l'unica specie del genere Ctenopharyngodon Steindachner, 1866.

## Distribuzione e habitat
Originaria dei grandi fiumi dell'Asia Orientale, fra lo Chang Jiang e l'Amur, da cui prende il nome volgare. Introdotta in Italia nel secolo scorso, è presente soprattutto nei grandi bacini fluviali del Nord e del Centro (specialmente nel Po e nell'Arno), dove è stata immessa per la pesca sportiva.

## Descrizione
La bocca terminale è ampia, obliqua e priva di barbigli. Il corpo allungato e affusolato ha sezione pressoché cilindrica ed è leggermente compresso solo nella porzione caudale. Sulla linea laterale si contano 40-42 squame. La pinna dorsale presenta 8- 10 raggi molli e la pinna anale è posta più vicino alla coda rispetto alla maggior parte dei ciprinidi.

Il colore è bruno verdastro fino a verde oliva su dorso e fianchi, bianco sul ventre.

Può raggiungere i 40 kg ed i 120 cm di lunghezza.

## Alimentazione
Questo pesce si nutre di alghe ed altre piante infestanti acquatiche per cui viene spesso usato per combattere le crescite algali incontrollate conseguenti all'eutrofizzazione negli ambienti d'acqua dolce.

## Riproduzione
Questa specie depone uova pelagiche ma questo avviene solo molto raramente in Europa. La riproduzione avviene molto tardi, ad un'età di 8-10 anni, in grandi fiumi con acque abbondanti ed ossigenate, di solito durante periodi di piena. Fino a poco tempo fa si credeva che le popolazioni europee non fossero in grado di riprodursi, ora invece si hanno le prove che non sono in grado di riprodursi in lago, ma grazie alle piene primaverili dei fiumi riescono a portare a termine la frega e spandere le uova pelagiche, studi son stati portati avanti da Università di Ferrara.

## Pesca
Questa specie è insidiata con tecniche molto simili a quelle usate per la carpa.
Esemplari di grandi o enormi dimensioni non sono rari e per questo è un pesce apprezzato dai pescatori sportivi anche per la loro straordinaria combattività. Le carni non sono particolarmente apprezzate perché liscose, simili a quelle del cavedano.

## Specie affini
Mylopharyngodon piceus è molto simile ma si può distinguere per il colore molto scuro (bruno, verde o bluastro) e per il corpo leggermente compresso sui lati. Le dimensioni possono raggiungere i 180 cm per 60 kg. Si nutre soprattutto di molluschi bivalvi ed è stata spesso usata per il controllo biologico di Dreissena polymorpha. Anch'esso non riesce a riprodursi nelle acque europee; i caratteri biologici sono simili a quelli di Ctenopharyngodon idella. L'areale d'origine è simile a quello dell'amur ma sembra che non sia mai stato introdotto in Italia. Attualmente pare che si incontri solo in Russia.

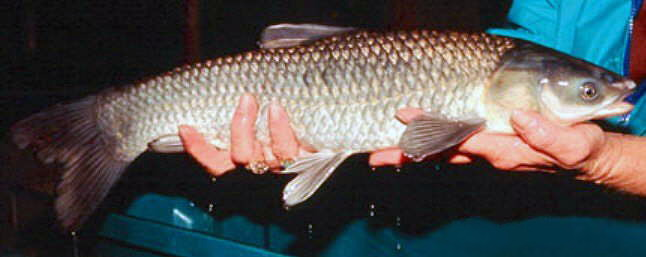
Mylopharyngodon piceus

## Galleria d'immagini

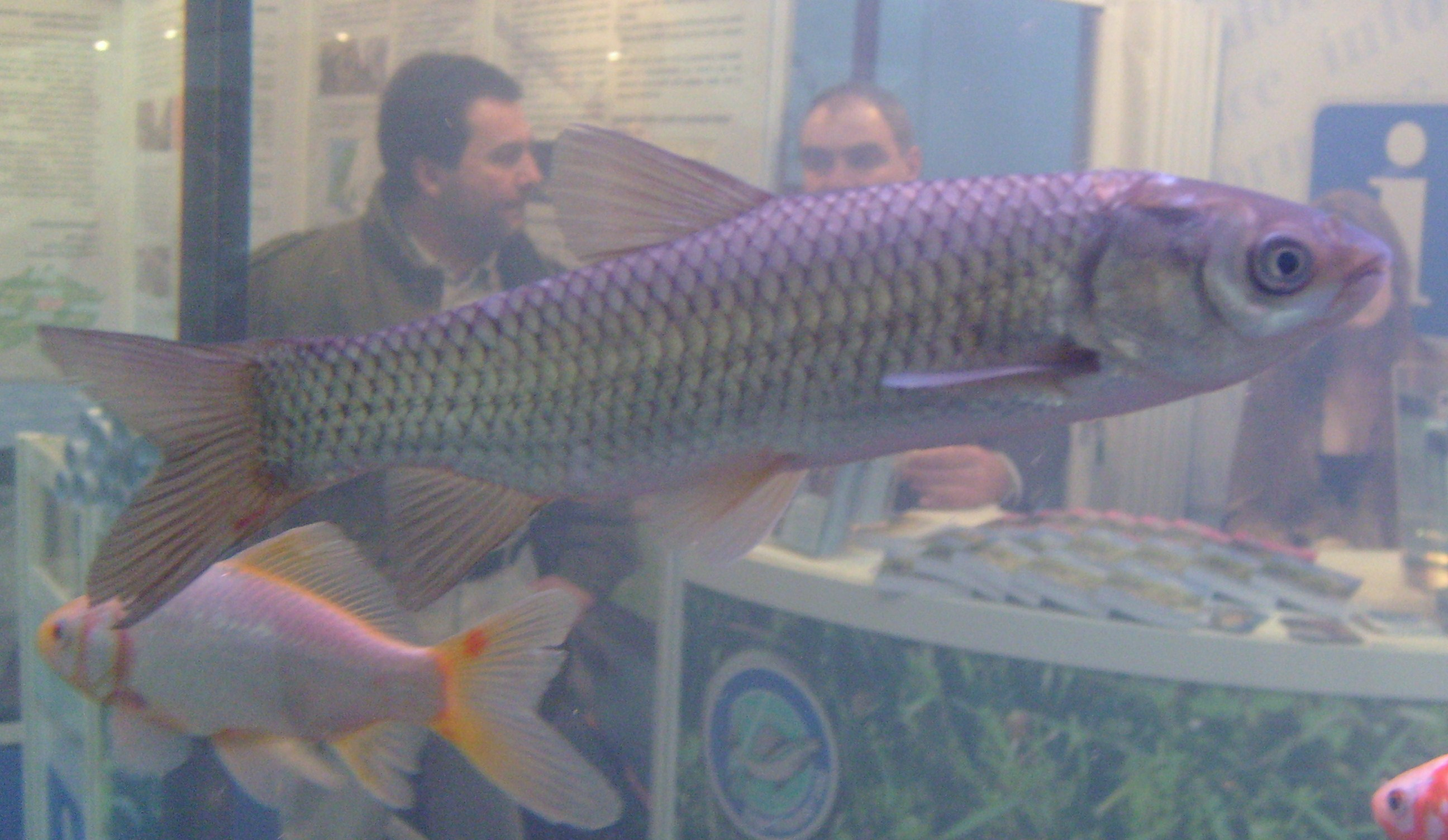
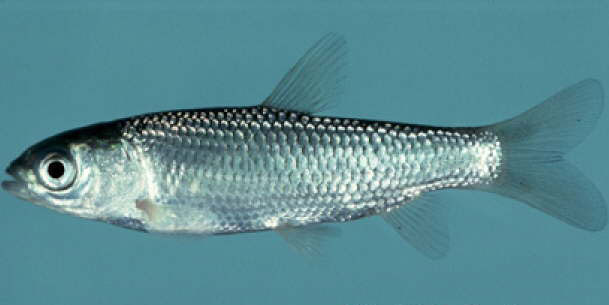
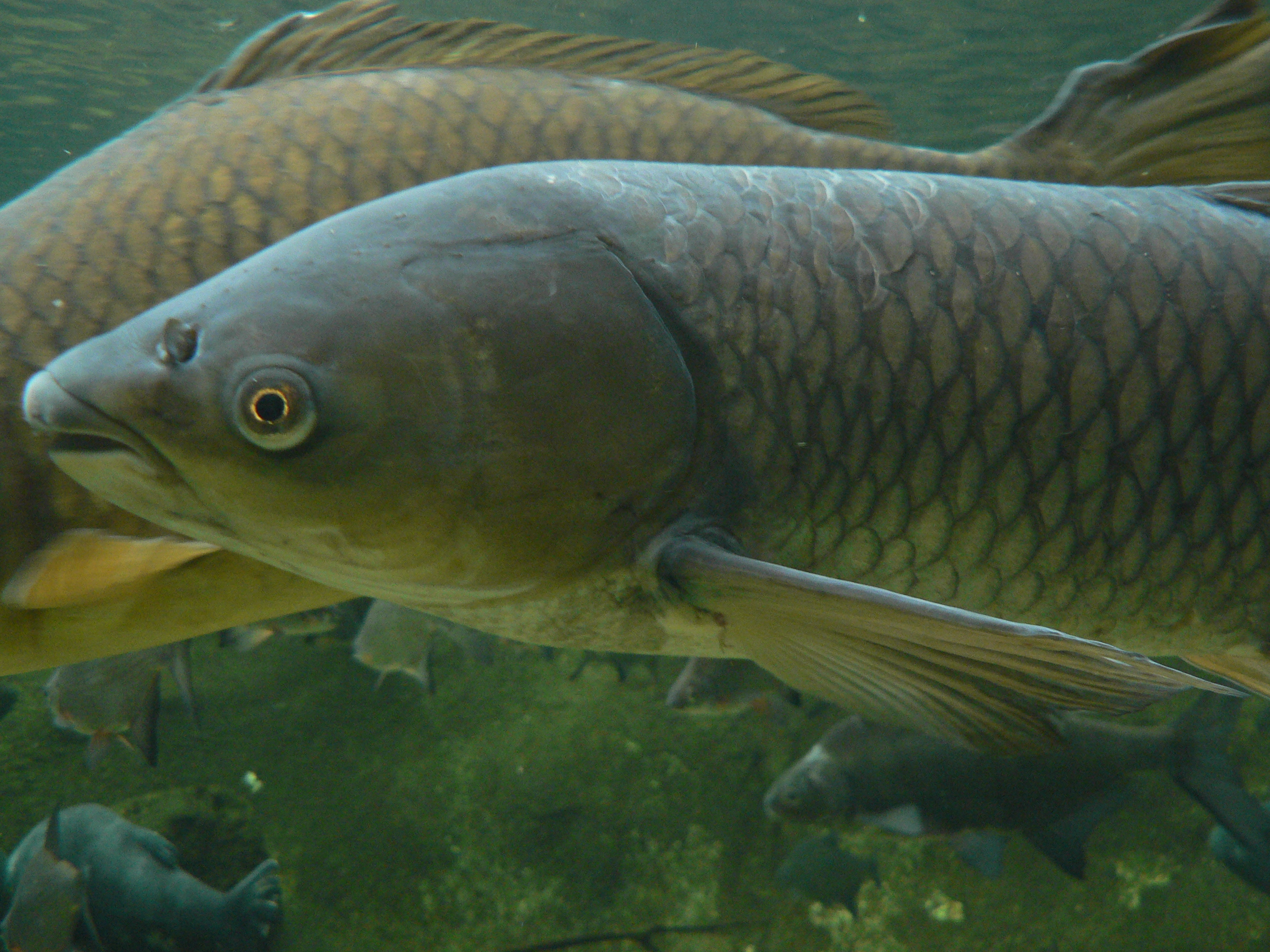
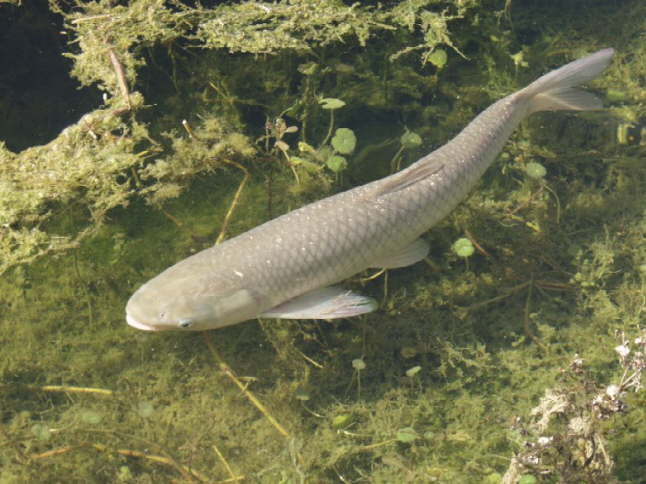
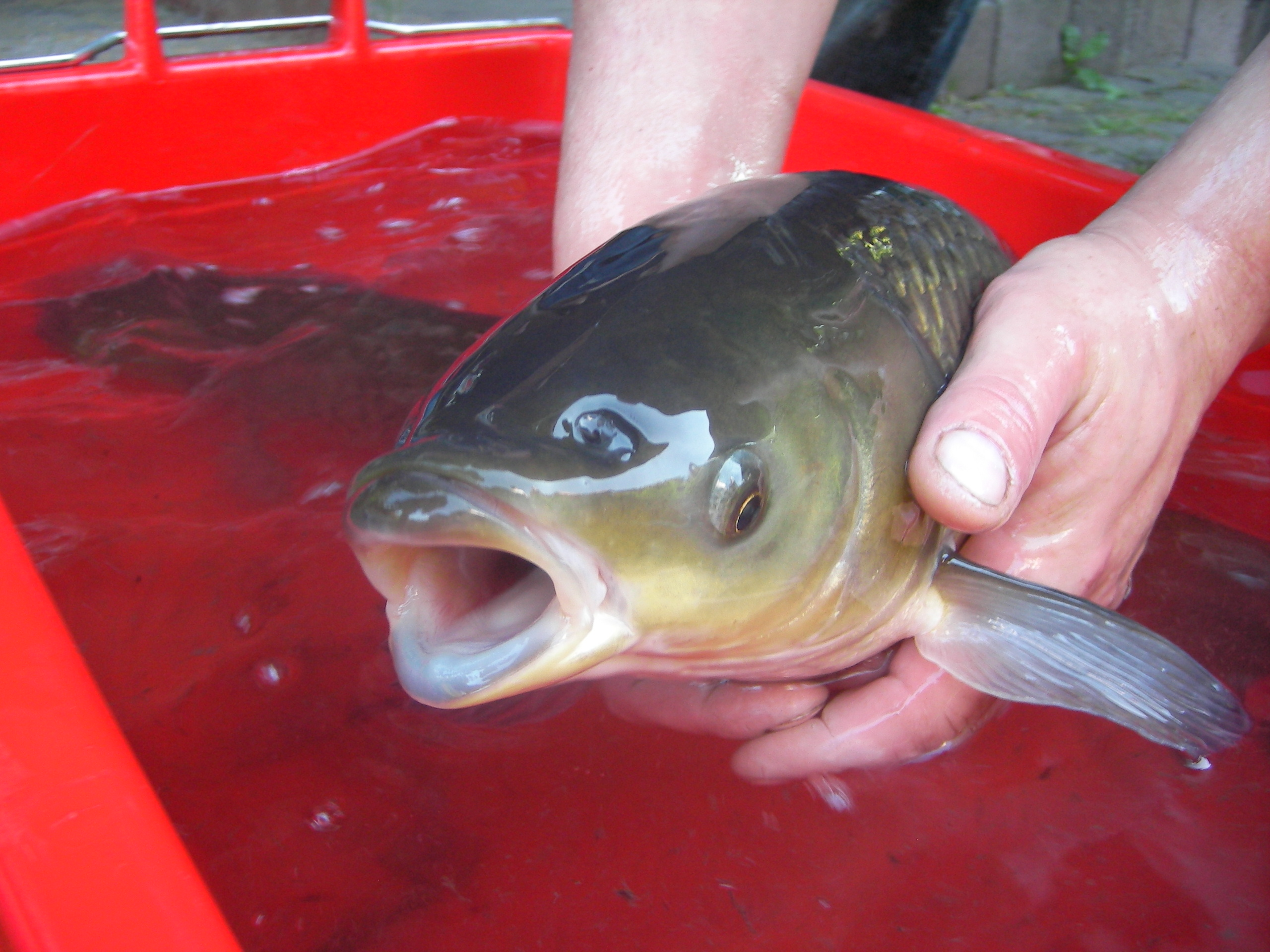